# 1280 Almas (banda)
1280 Almas es una banda de rock colombiana formada en Bogotá, y activa desde finales de los 80, considerada uno de los mayores exponentes del rock alternativo,  gracias a una propuesta diferencial que involucra subgéneros como el punk o el post hardcore, fusionados a ritmos latinos y afro caribeños como la salsa y el ska. Su discurso que mezcla lo social con la invitación a la hermandad y al gozo le ha otorgado un sitio muy importante dentro de la escena bogotana y colombiana.
Desde el lanzamiento de su primer álbum han publicado 8 álbumes de estudio, un directo y un buen número de sencillos, EP, vídeos musicales, así como también han participado en varios recopilatorios independientes con versiones de sus mejores canciones. Desde finales de los 90 la banda autogestiona la producción de sus discos a través del sello discográfico "La Coneja Ciega".
Su álbum en directo "Alegría por encima de la tristeza" de 2011 se ubicó en el 53.er puesto del libro "Rock colombiano: 100 discos, 50 años" publicado en 2012; la revista Rolling Stone, en su edición colombiana, ubicó a Háblame de Horror en el puesto N.º 6 de su lista de "25 grandes discos nacionales";  mientras que la emisora especializada Radiónica incluyó su álbum Changoman en su lista de "Once álbumes del rock colombiano para no olvidar".
La revista Alborde consideró a su tema "Marinero" en el puesto 278 de la lista de "500 canciones del Rock Iberoamericano"; en la lista de "Las 100 Mejores Canciones del Rock Colombiano", realizada por la Revista Subterránica, figuran los temas "Soledad Criminal" en la posición 3º y "El platanal" en la casilla 92; las mismas aparecen en la publicación de "50 grandes canciones colombianas" por Rolling Stone Colombia en los puestos 3º y 22º respectivamente. En el listado realizado por el portal Autopistarock.com "Soledad Criminal" ocupa el 11º lugar.

## Historia
El nombre "1280 Almas" fue tomado de la novela 1280 almas (en inglés Pop. 1280), del autor estadounidense Jim Thompson. El grupo fue fundado en 1992 por Fernando del Castillo, Pablo Kalmanovitz, Leonardo López, Juan Carlos Rojas, Hernando Sierra y Andrés Vargas.
Su primer trabajo discográfico fue Háblame de horror, editado en 1993 en formato casete por el sello independiente Hormigaloca, con el cual se dieron a conocer en el circuito roquero bogotano, la calidad de los temas fue tan bien recibida que despertó el interés de BMG quien los ficharía por los siguientes cuatro años. Entre las canciones más destacadas de este trabajo se encuentran "Soledad criminal", considerada una de las mejores en la historia del rock colombiano, "Sabré olvidar", "Negro Rocanrol" y el tema que da el título al álbum "Háblame de horror". En 1997 se reedita en CD con la inclusión del tema adicional Simpati (versión de Sympathy for the Devil de The Rolling Stones). Este álbum fue incluido en 2007 por la revista Semana dentro de los discos colombianos más importantes de los últimos 25 años.
Al año siguiente presentaron Aquí vamos otra vez, prensado por la multinacional BMG y el sello mexicano Culebra, cuya promoción se acompañó de una presentación en la que alternaron con el grupo francés Mano Negra. En este trabajo aparecerían versiones más ska de canciones del primer álbum y los nuevos éxitos "El Diablo", "Los Planetas" así como sonidos más punk en "Flores en las cortinas" y "Rata muerta", además de una nueva versión, "Mi tristeza" (clásico de Leonardo Favio).
En 1996 con miras al lanzamiento de su tercer álbum La 22 el grupo inicia una gira intensa por las principales ciudades del país incluidas dos presentaciones en el Festival Rock al Parque, la última de ellas como cierre del evento ante 40 000 personas (18 y 20 de mayo) además de un par de conciertos con los mexicanos Fobia (29 y 30 de mayo) en Bogotá y Medellín, más una presentación en la ciudad de Ibagué. Finalmente el 27 de julio de 1996 se lanzaría el LP La 22 en la Concha Acústica del Parque de la Independencia registrando una importante asistencia de sus seguidores. Si bien este trabajo se difundió al margen de los grandes medios, recibió muy buenos comentarios por parte de la prensa. De él logró difusión radial la alegre canción "Marinero" y se incluyó el tema "Platanal", el cual describía los rigores del conflicto armado en la región del Urabá  Aparecen también los videoclips de "El platanal", "Ven con las almas" y "Marinero"; En 1997 el sello Culebra decide lanzar el álbum "La 22" en México y Argentina, bajo la serie Culebra continental.
Con una propuesta cada vez más cercana a los ritmos latinos, y con la influencia de bandas de post-hardcore norteamericanas como Fugazi presentaron en 1998 el álbum Changomán, del cual se difundió la canción "Pasado animal" de esta se realizaría el primer vídeo colombiano completamente en animación. este fue el último trabajo de "Las Almas" con BMG.
A partir del año 2000, el grupo le apostó a la edición independiente de su música, resultando en 2003 el lanzamiento del EP Bombardeando uno de los trabajos más aclamados por sus seguidores y a finales del 2004 publican el álbum Sangre Rebelde, producido mayormente en los estudios de Audiovisión a partir del 2002, con la participación de su nuevo baterista Túpac Mantilla, quien reemplazo a Urian Sarmiento, para conservar la fuerza del grupo las tomas se hacen de manera directa (con todos los músicos simultáneamente y evitando tocar sobre pistas) lo anterior le dio una calidad auténtica a este álbum. que logró posicionar entre sus fanes canciones como "Me quiero perder" (Primer Sencillo), "Sangre rebelde", "Bombardeando", "Arriba Tomás" y "Hombre-bomba". Para 2007 se publicaría su primer recopilatorio 94-98 por Sony BMG. En 2009, el grupo proyectó la edición de un DVD de sus éxitos en concierto, cuya promoción  comenzó con la descarga gratuita de la canción "Surfiando en sangre", con la cual el grupo incursionaba en la interpretación de surf rock.
Para inicios de 2011, la banda preparó el mencionado álbum recopilatorio, el cual registró sus más recientes presentaciones en bares de Bogotá. El álbum, titulado 'Alegría por encima de la tristeza', incluyó un DVD con presentaciones en tres escenarios de la ciudad, como testimonio de la compenetración que logran con el público en escenarios pequeños. El trabajo fue editado por la productora Velouria TV, con un tiraje limitado para coleccionistas y fanáticos de la banda.
El 29 de septiembre de 2012 se llevó a cabo el lanzamiento de su sexto álbum, Pueblo alimaña, presentado en concierto a todos sus seguidores en el simbólico Teatro Jorge Eliécer Gaitán, elegido, entre otras cosas, porque fue el que los vio nacer y en donde se compuso uno de los discos más importantes del grupo, La 22. Este álbum, con temas cercanos al momento político y social del país, producido totalmente por la agrupación en su estudio La Coneja Ciega, se destacó por un sonido más variado, que incluyó instrumentos poco comunes como la marimba en la canción "La Cintura del Pacífico" y acercamiento a géneros variados como el surf rock o el reggae rock; en esta placa aparecen su exitosa balada rock "Tu Sonrisa", nuevas versiones de estudio de "Surfiando en Sangre" y "Antipatriota", ambas canciones con un alto contenido crítico a las políticas del gobierno en cuanto al manejo del conflicto armado y el reclutamiento, así como la versión libre de "Burnin' and lootin" de Bob Marley titulada "Incendio y Saqueo". Ese mismo año la banda anuncia su retiro del festival Rock al Parque para dar paso a nuevas agrupaciones.
En mayo de 2013 realizan su primera presentación fuera de Colombia tocando inicialmente en Buenos Aires con una excelente recepción de la crítica especializada. En diciembre de 2015 aparece su nuevo sencillo "Los locos" como preámbulo de su nuevo trabajo discográfico, y en mayo del 2016 inicia la que sería su primera gira por Europa Euroka Tour que los llevó a dos presentaciones en Berlín, Praga, Viena, Amstetten, Bruselas, Berna, Barcelona y Madrid; durante la gira se confirmaron varias presentaciones que no estaba previstas en San Galo, Linz y París. Para julio de 2016 se anuncia el lanzamiento oficial de su nuevo trabajo DOMESTIKO. Este álbum se lanzó en un concierto el 23 de julio de 2016 en la Sala Lumiere de Bogotá, y apareció editado inicialmente en vinilo, con dos lados: el "Lado Aktual" con 6 temas nuevos, y el "Lado Viejo" con reediciones y versiones renovadas de canciones clásicas. La recepción del álbum fue muy buena y en diciembre de ese año sería listado como uno de los mejores discos del mismo.
Luego de una serie de conciertos en 2018 y tras el lanzamiento del EP "La Oscuridad" que incluía el primer adelanto de su última producción discográfica, el 19 de julio de se lanza Marteko Euriak, un álbum renovado que se grabó íntegramente en el País Vasco, contando con la participación de Francisco Nieto (exmiembro de Neurosis, La Pestilencia y La Derecha) como guitarrista y compositor; el disco sería destacado a finales del año como el #1 para Repitionica.

## Integrantes
- Fernando del Castillo - voz.
- María José Salgado - percusión latina.
- Juan Carlos Rojas - bajo.
- Hernando Sierra - guitarra.
- Camilo Bartelsman - batería.

## Discografía

### Discos de estudio
- Háblame de horror. (1993)
- Aquí vamos otra vez. (1994)
- La 22. (1996)
- Changoman. (1998)
- Sangre Rebelde. (2004)
- Pueblo Alimaña. (2012)
- DOMESTIKO. (2016)
- Marteko Euriak. (2018)

### Sencillos y EP
- Soledad Criminal (Single). (1993)
- Los Planetas (Single). (1994)
- Marinero (Single). (1996)
- La Ruta del Venado (Single). (1998)
- Bombardeando (EP). (2006)
- Surfiando en Sangre (Single). (2009)
- Sin Remitente (Single). (2010)
- Tu sonrisa (EP). (2012)
- Antipatriota (Single). (2011)
- Animalito (Single). (2012)
- Los Locos (Single). (2015)
- La Oscuridad (Single). (2018)
- El novelon (Single). (2023)

### Compilatorios
- 94-98. Sony BMG (2007)
- Alegría por encima de la tristeza. La Coneja Ciega/Velouria TV (2010)

### Bootlegs
- Electroacústico 91.9 (1999)
- Desconectado en el metro (2008)
- Acústicos Radionica (2010)

### Documentales
- Polifonía: 1280 Almas. Pontificia Universidad Javeriana, Centro de Medios Audiovisuales (1995)
- Alegría por encima de la tristeza-DVD. Velouria TV (2011)

## Videografía

### Videoclips
- «Háblame de horror» (1993)
- «Flores en las cortinas» (1994)
- «Marinero» (1996)
- «Ven con las almas» (1996)
- «El platanal» (1997)
- «Pasado animal» (1998)
- «Yo te veré allá afuera» (1999)
- «Zona de candela» (2005)
- «Sangre Rebelde» (2011)
- «Soledad criminal versión amplificado» (2012)
- «Tu sonrisa versión amplificado» (2012)
- «Amplificado» (2012)
- «Soledad criminal» (2015)
- «Asesino adentro» (2017)
- «Anarquista doméstico» (2017)
- «Salvaje vagabundo» (27 de febrero de 2018)
- «El viejo» (2018)
- «La ruta del asteroide» (2018)
- «Corrimiento al rojo» (2019)
- «Herencia» (2019)
- «Sol de apocalipsis» (2020)
- «Chica feral» (2021)

## Reconocimientos

### Álbum
| Publicación | País     | Lista                                  | Disco                             | Año  | Puesto |
| ----------- | -------- | -------------------------------------- | --------------------------------- | ---- | ------ |
| Radiónica   | Colombia | "Rock colombiano: 100 discos, 50 años" | Alegría por encima de la tristeza | 2013 | 53     |

### Sencillos
| Publicación   | País     | Trabajo            | Lista                                            | Año  | Puesto |
| ------------- | -------- | ------------------ | ------------------------------------------------ | ---- | ------ |
| Alborde       | EUA      | "Marinero"         | 500 canciones del Rock Iberoamericano            | 2006 | 278    |
| Subterránica  | Colombia | "Soledad criminal" | Las 100 mejores canciones del rock colombiano    | 2011 | 3º     |
| Subterránica  | Colombia | "El platanal"      | Las 100 mejores canciones del rock colombiano    | 2011 | 93     |
| Rolling Stone | Colombia | "Soledad criminal" | 50 grandes canciones colombianas                 | 2014 | 3º     |
| Rolling Stone | Colombia | "El platanal"      | 50 grandes canciones colombianas                 | 2014 | 22     |
| AutopistaROCK | Colombia | "Soledad criminal" | Las 50 canciones más grandes del rock colombiano | 2014 | 11     |